# Долин, Александр Аркадьевич
Алекса́ндр Арка́дьевич До́лин (род. 18 ноября 1949 года, Москва) — советский и российский японист, переводчик, писатель. Кандидат филологических наук, доктор философии, профессор. Член Союза писателей Москвы.

## Биография
Дед по материнской линии, профессор МГУ Александр Осипович Долин, выходец из бессарабского местечка Вад-Рашков, участвовал в Гражданской войне, был пулемётчиком в кавалерийской бригаде Г. И. Котовского, затем комиссаром Одесского артиллерийского училища, а впоследствии нейрофизиологом и доктором медицинских наук. Бабушка — организатор здравоохранения и педиатр Фаня Исааковна Зборовская. Отец — авиаконструктор Аркадий Яковлевич Фишер (1924—2002). Он работал в НПО имени С. А. Лавочкина. Мать — врач, кандидат медицинских наук Людмила Александровна Долина (1923—1999). Сестра — поэтесса, бард Вероника Аркадьевна Долина.
Окончил японское отделение Института восточных языков Московского государственного университета в 1971 году. До 1992 года работал в Институте востоковедения Академии наук в Москве. В 1992 году переехал в Токио, где работал профессором сравнительной культурологии и литературоведения Токийского Университета иностранных языков. С 2004 года — профессор японской литературы и сравнительной культурологии Международного университета Акита.
С 2018 года профессор Школы востоковедения НИУ ВШЭ (Москва).
Автор и переводчик более 60 книг, в том числе четырёхтомной «Истории новой японской поэзии», монографии «Кэмпо — истоки воинских искусств», сборников переводов японской поэзии («Кокинвакасю», «Цветы ямабуки», «Багряные пионы», «Алая камелия» и многих других), а также авторских книг стихов и прозы.